# Jamie Foyers
Jamie Foyers es una canción de las Brigadas Internacionales compuesta por Ewan MacColl.

## Historia
La canción fue escrita por el cantante de folk y compositor Ewan MacColl. En The Essential Ewan MacColl Songbook, Peggy Seeger escribió que la canción fue realizada en el período 1937-39, pero no pudo dar un año exacto (aunque es difícil ver cómo se pudo haber escrito antes de la Primera Batalla de Gandesa en abril de 1938). La canción no fue registrada hasta 1963 por Stormking Music.
Cuenta la historia de un trabajador de un astillero de Clyde que va a luchar con las Brigadas Internacionales en la Guerra civil española. El personaje lucha en la batalla de Belchite, y es asesinado en Gandesa (no está claro si esto es en la primera o la segunda de las batallas, la Brigada Internacional jugó un papel importante en ambas).
MacColl la adaptó de una canción tradicional escocesa sobre un soldado que luchó en la Guerra de la Independencia española, conservando solo el primer verso. Según algunas fuentes, Jamie Foyers fue una persona real que fue asesinada en Burgos en 1812, pero según otras, originalmente era un término genérico de Perthshire para designar a un soldado.
Hay un último verso en algunas grabaciones de la canción que no aparece en la versión en The Essential Ewan MacColl Songbook.
| Original He lies by the Ebro in far away Spain, He died so that freedom and justice might reign; Remember young Foyers and others of worth And don't let one fascist be left on this earth. | Castellano Se encuentra junto al Ebro en la lejana España. Murió para que reinaran la libertad y la justicia; Recuerda al joven Foyers y otros con valor, Y no dejes que un fascista quede en esta tierra. |  |

La versión más reconocida es la del músico británico Dick Gaughan.